# USS Eel (SS-354)
Za druga plovila z istim imenom glejte USS Eel.
USS Eel (SS-354) je bila jurišna podmornica razreda balao v sestavi Vojne mornarice Združenih držav Amerike.
Toda zaradi uspešnega razvoja vojne so 23. oktobra 1944 preklicani njeno izgradnjo v ladjedelnici Electric Boat Corporation (Groton, Connecticut).